# Pohnpei (Bundesstaat)

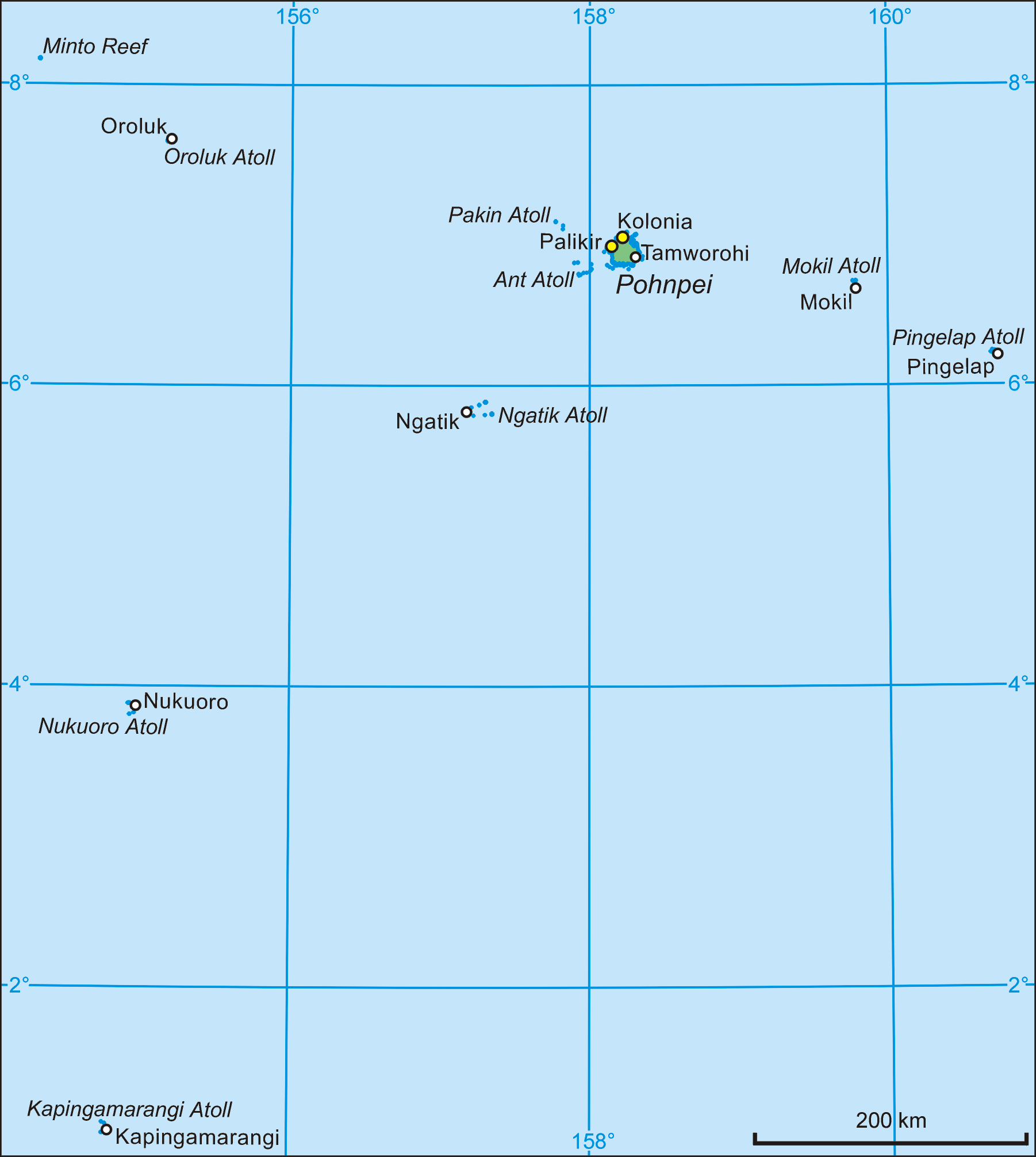
Karte

Pohnpei ist einer der vier Bundesstaaten der Föderierten Staaten von Mikronesien.

## Geographie
Der Staat umfasst insgesamt 10 Atolle im Bereich der zentralen Karolinen, darunter die gleichnamige Hauptinsel Pohnpei mit ihren mehr als 30 Nebeninseln:
1. Pohnpei
2. Pakin
3. Ant (unbewohnt)
4. Oroluk (unbewohnt)
5. Minto Reef (unbewohnt)
6. Sapwuahfik
7. Mokil
8. Pingelap
9. Kapingamarangi (Polynesische Exklave im Süden)
10. Nukuoro (Polynesische Exklave im Süden)

Die zehn Atolle weisen insgesamt rund 150 Inseln auf. Die Fläche des Bundesstaates beträgt 344,5 km², wovon gut 334 km² auf die Hauptinsel entfallen.
Die drei erstgenannten Atolle bilden sie Senjawin-Inseln.
Die übrigen Atolle werden als „Outer Islands“ zusammengefasst.

## Verwaltung
Der Bundesstaat gliedert sich in 11 Gemeinden (municipalities), davon sechs auf der Insel Pohnpei, die auch die benachbarten Atolle Pakin und Ant sowie die weiter entfernt im Nordwesten liegenden, unbewohnten Atolle Oroluk Atoll und Minto Reef einbeziehen. Die beiden letztgenannten Atolle bildeten bis 1985 eine separate Gemeinde Oroluk, mit zuletzt sechs Einwohnern zum Zensus 1980.
Die übrigen fünf Gemeinden liegen in den „Outer Islands“ und entsprechen den Atollen.
Hauptstadt des Teilstaates ist Kolonia auf der Insel Pohnpei. Auch die Hauptstadt des Gesamtstaates, Palikir, liegt auf der Insel Pohnpei.